# Борец (завод)
Московский компрессорный завод «Борец» — завод в Москве, старейшее российское компрессоростроительное предприятие, существовавшее в период 1897—2008 годов.

## История

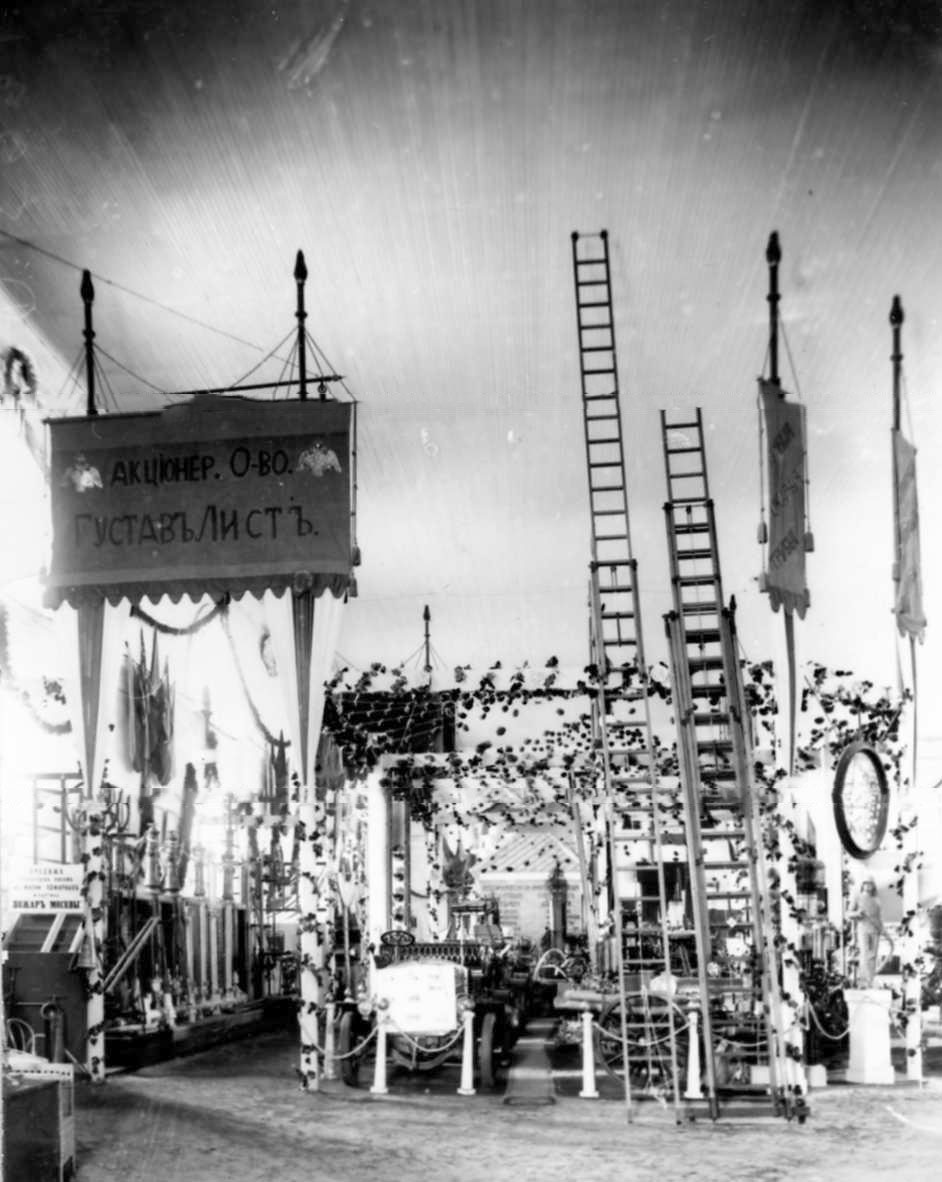
Экспонаты акционерного общества «Густав Лист», 1912 год

Завод был основан 24 октября 1897 года немецким промышленником, статским советником и купцом 1-й гильдии Густавом Листом на бывшей окраине Москвы за Бутырской заставой. Тогда ещё завод назывался «Бутырский машиностроительный завод Густава Листа» и строился по проекту архитекторов Николай Струкова (цех, 1898 год) и Николай Поликарпова (цех, склад, больница — около 1909 года).
Деятельность завод начал с изготовления ручных пожарных насосов, затем перешёл к производству поршневых и центробежных насосов, а в 1910 году заводом был выпущен первый российский компрессор.
За активное участие в революционном движении завод в 1922 году получил новое название — «Борец». На заводе работали многие знаменитости: Анатолий Железняков (впоследствии — герой гражданской войны, известный как матрос Железняк), Герои Советского Союза: Зоя Космодемьянская (работала в ОТК завода), генералы авиации Серафим Бирюков (токарь) и Иван Цапов (модельщик), военный лётчик Алексей Никитин.
С 1927 года заводом начала издаваться собственная еженедельная газета «Борец».
В 1949 году у завода появился пионерлагерь имени Зои Космодемьянской вблизи деревни Марьино.
В 1986 году на заводе проведена комплексная реконструкция и модернизация, введены в эксплуатацию станки с числовым программным управлением.

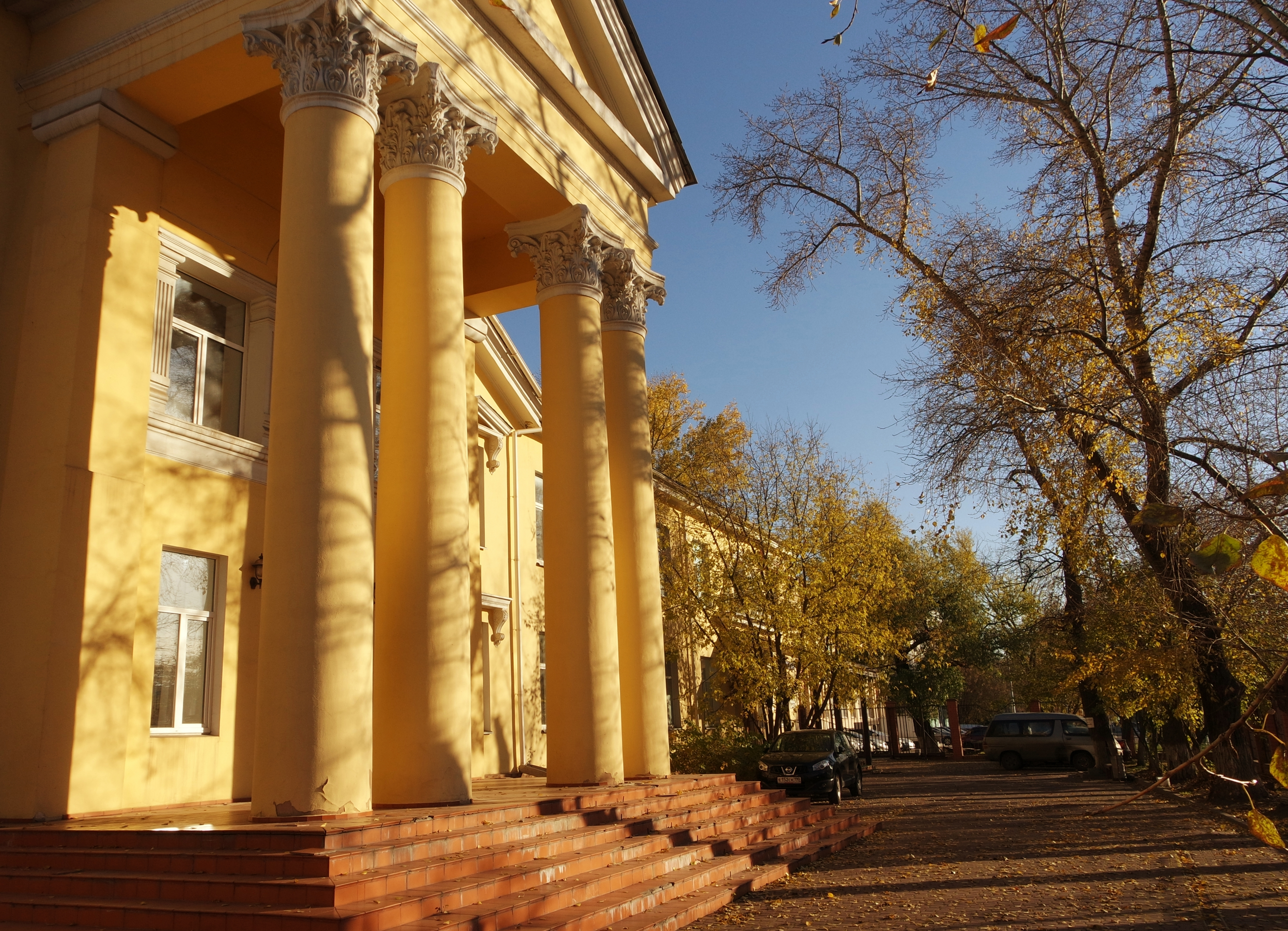
Здание бывшей медсанчасти завода (снесено в 2018 году)

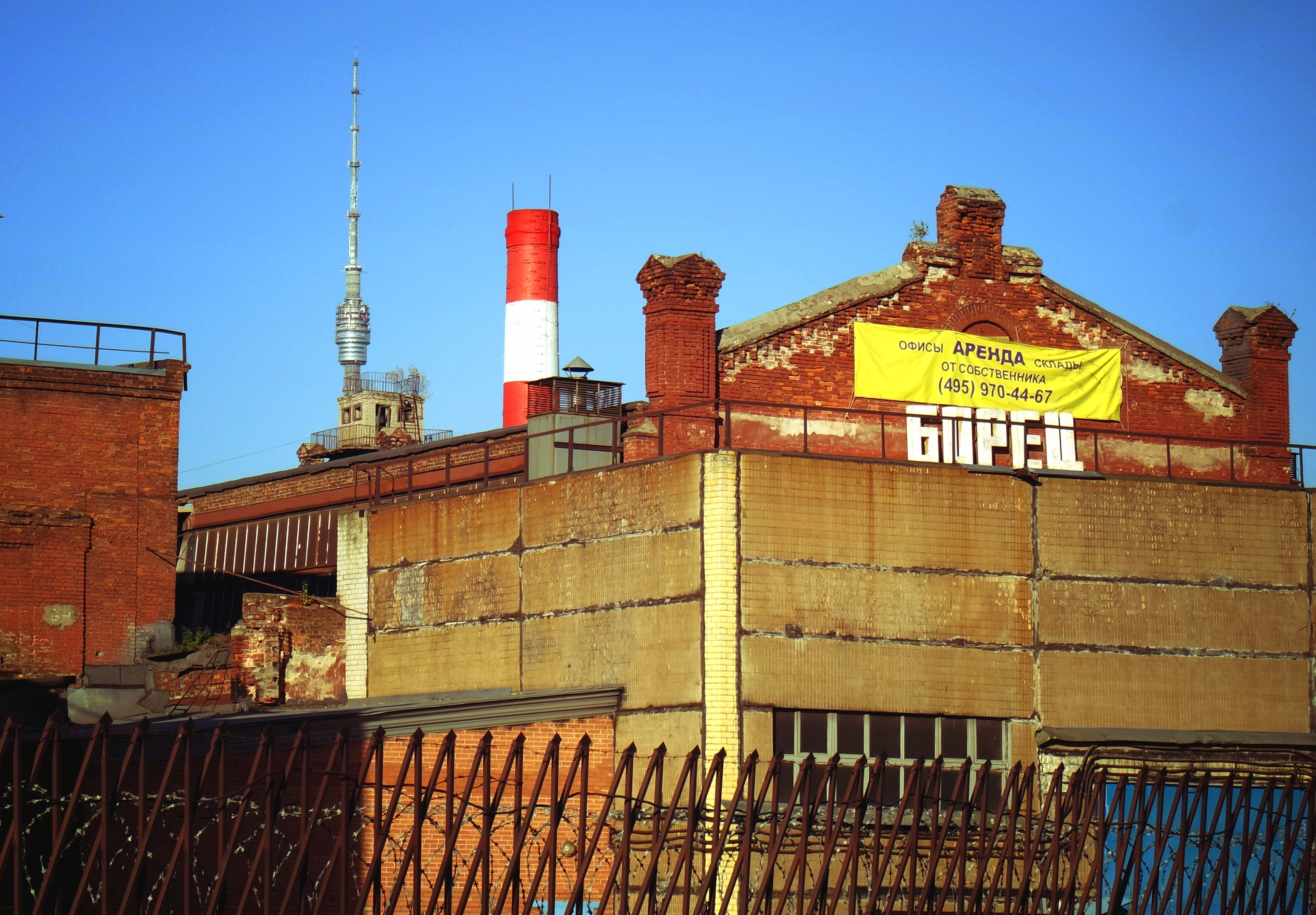
Корпуса завода в 2015 году (со стороны платформы Станколит)

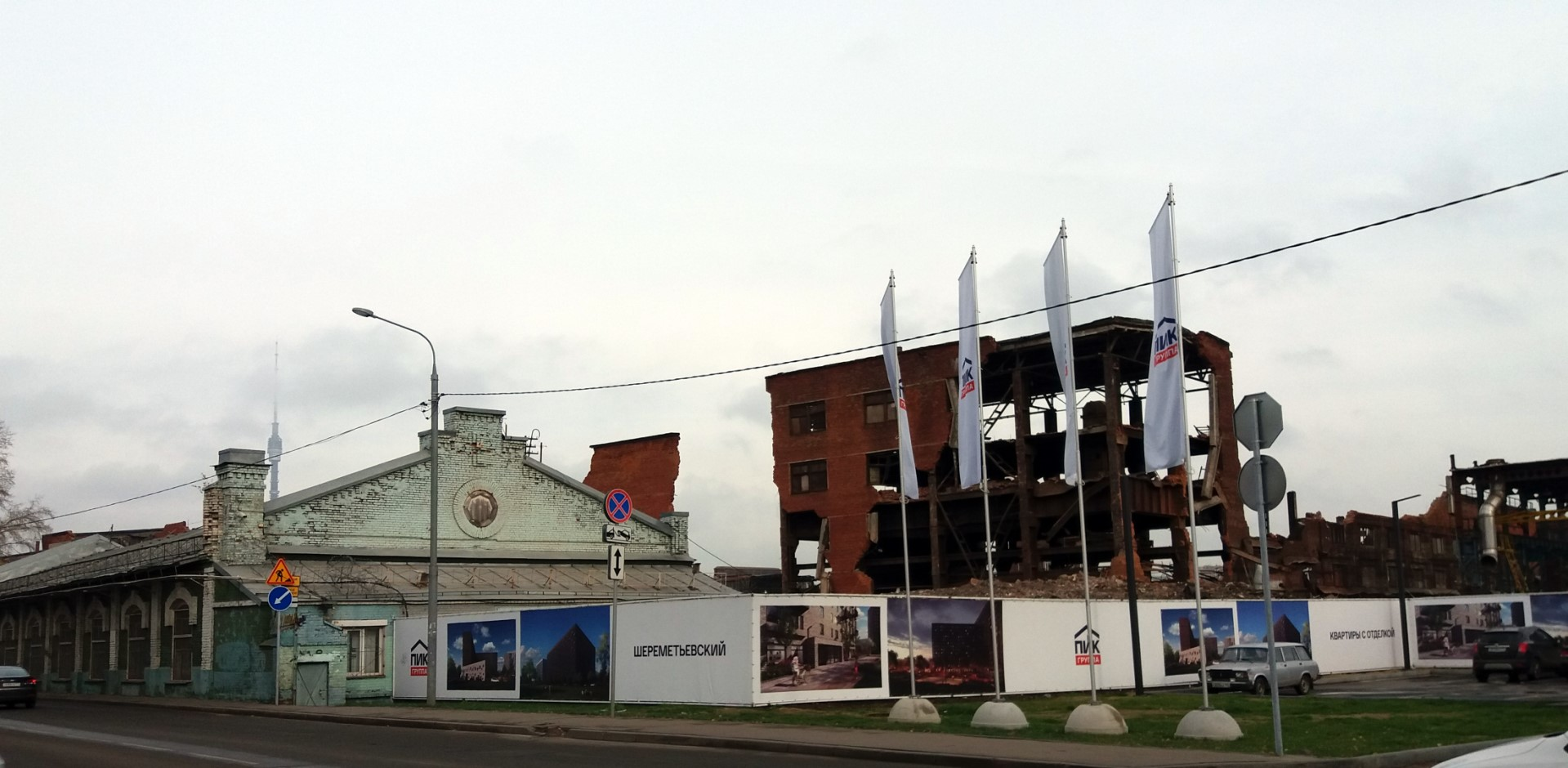
Остатки завода в ноябре 2018 года

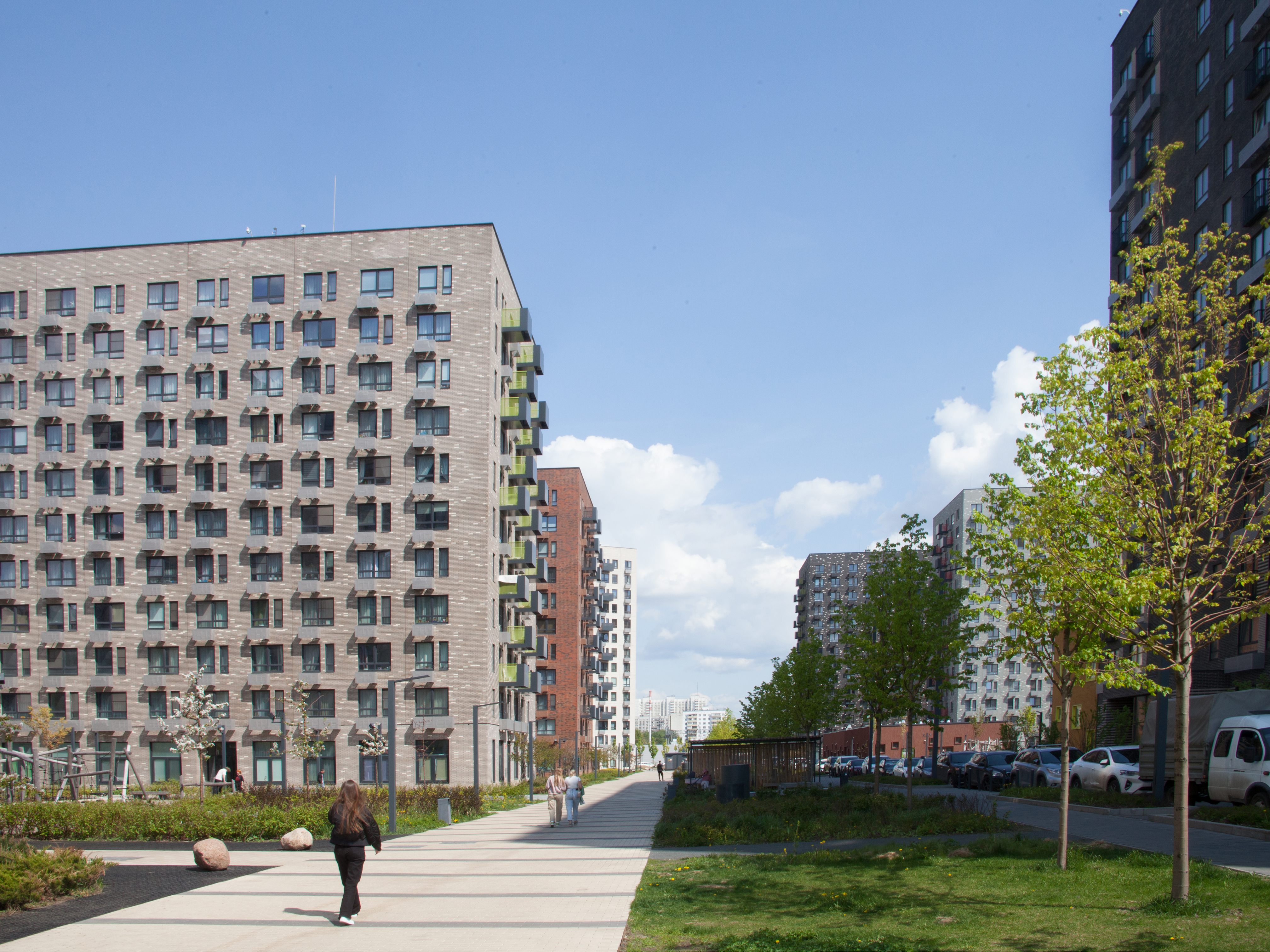
Москва. Жилой комплекс на территории бывшего завода в 2024 году

В 2008 году завод был закрыт, владельцы предприятия перенесли производственные мощности на компрессорный завод в Краснодаре
(в 2010 году краснодарский завод был также назван «Борец»). Здания и склады стали сдаваться в аренду коммерческим фирмам.
В середине 2010-х годов участок площадью 12,8 га был продан девелоперской компании «Платформа», по оценкам экспертов, нормативы позволяли возвести на территории бывшего завода сооружения более, чем на 200 тыс. м² коммерческих площадей.
В 2017 начался активный снос зданий завода, завершившийся в 2020 году. Три здания — водонапорная башня 1898 года, сборочный цех и мастерская — признаны объектами культурного наследия, в июле 2020 года для освобождения места под строящийся жилой комплекс они были передвинуты приблизительно на 100 м.

## Награды
В 1942 году коллектив завода «Борец» был награждён орденом Трудового Красного Знамени за выпуск реактивных снарядов для «Катюши» и мин для миномётов крупных калибров в годы Великой Отечественной войны.
В 1947 году в ознаменование 50-летия со дня основания завода и успешное выполнение заданий правительства по выпуску новых машин для нефтяной промышленности коллектив был награждён орденом Ленина.

## Продукция
В 1910 году на заводе был разработан и изготовлен первый российский компрессор.
В 1933 году по заданию Серго Орджоникидзе завод освоил выпуск кислородных компрессоров К-165.
Впервые в СССР завод создал собственную конструкцию вертикального двухрядного компрессора, разработал единую серию машин этого типа на основе унификации узлов и деталей. Это компрессоры типа 2С, которые постепенно изменялись и совершенствовались.
В 1952—1958 годах под руководством главного конструктора В. А. Гетье были разработаны компрессоры углового типа на уровне лучших зарубежных образцов. За высокие технико-экономические показатели и качество этим угловым компрессорам был присвоен Государственный знак качества СССР.
В 1967 году впервые в СССР разработаны компрессоры без смазки цилиндров и сальников, позволяющие получать сжатый воздух без примесей масла, такие компрессоры впоследствии получают название «сухих».
Завод одним из первых в СССР освоил вертикальные, а затем угловые компрессоры, в середине 1970-х годов — ряд оппозитных компрессоров средних и малых баз. Начиная с 1977 года завод стал выпускать оппозитную машину на двухрядной базе М40-2. С 1987 года началось серийное производство компрессора 2ВМ4-8/401, предназначенного для сжатия воздуха.
В 1990-е годы существенно обновляются номенклатурные ряды газовых и воздушных поршневых компрессоров на базах 2П. В 1999 году завод начал выпуск винтовых компрессорных установок «Шторм». С 2001 года выпускаются модульные компрессорные станции ВКУ КС на базе винтовых компрессоров «Шторм», изготавливаемые в габаритах стандартного железнодорожного контейнера и оснащённые системами жизнеобеспечения, пожаротушения, освещения, вентиляции и сигнализации. В 2004 году завод начал выпуск модульных воздушных и газовых компрессорных станций серии МКС на базе серийно изготавливаемых поршневых компрессоров собственного производства.